# Winter Wonderland
Winter Wonderland (Winterwunderland) ist ein englischsprachiges Lied aus dem Jahr 1934, das häufig um die Weihnachtszeit gesungen wird.

## Aufnahme
Die Musik wurde von Felix Bernard (1897–1944) komponiert, sein Text stammt von Richard B. Smith (1901–1935). Die erste Aufnahme stammt aus dem Jahr 1934 von Richard Himber and His Ritz-Carlton Orchestra mit Joey Nash.
Es gibt zahllose Einspielungen des Liedes im englischsprachigen Raum und darüber hinaus. Im deutschsprachigen Raum sind insbesondere die Versionen von Helene Fischer, Jessica Wahls, Roland Kaiser und Yvonne Catterfeld bekannt. Ein bekannter deutscher Text stammt von Knud Schwielow († 1974). Das Lied ist im Deutschen auch unter dem Titel Weißer Winterwald oder Winter Wunderwelt bekannt.

## Text
Sleighbells ring, are you listening?
In the lane snow is glistening
A beautiful sight, we’re happy tonight,
Walking in a Winterwonderland!
Gone away is the bluebird,
here to stay is a new bird,
He sings a love song, as we go along
Walking in a Winterwonderland!
In the meadow we can build a snowman,
then pretend that he is Parson Brown
He’ll say: Are you married?
We’ll say: No man - but you can do the job when you’re in town.
Later on we’ll conspire
as we dream by the fire
to face unafraid the plans that we made
Walking in a Winterwonderland!
Sleighbells ring, are you listening?
In the lane snow is glistening
A beautiful sight, we’re happy tonight,
Walking in a Winterwonderland!
Gone away is the bluebird,
here to stay is a new bird,
He sings a love song, as we go along
Walking in a Winterwonderland!
In the meadow we can build a snowman,
then pretend that he’s a circus clown
We’ll have lots of fun with Mister Snowman
until the other kiddies knock him down.
When it snows, ain’t it thrilling
tho your nose gets a chill
We’ll frolic and play the Eskimo way
Walking in a Winterwonderland!

## Chartplatzierungen

### Version von Perry Como
| Periode   | Höchstplatzierung, GesamtwochenChartsChartplatzierungen (Periode, Platzierungen, Wochen) |
| Periode   | US                                                                                       |
| --------- | ---------------------------------------------------------------------------------------- |
| 1946/47   | US10 (1 Wo.)US                                                                           |
| Insgesamt | US10 (1 Wo.)US                                                                           |

### Version von Johnny Mathis
| Periode   | Höchstplatzierung, GesamtwochenChartsChartplatzierungen (Periode, Platzierungen, Wochen) |
| Periode   | UK                                                                                       |
| --------- | ---------------------------------------------------------------------------------------- |
| 1958/59   | UK17 (3 Wo.)UK                                                                           |
| Insgesamt | UK17 (3 Wo.)UK                                                                           |

### Version von Doris Day(Winter Wonderland/Christmas Song)
| Periode   | Höchstplatzierung, GesamtwochenChartsChartplatzierungen (Periode, Platzierungen, Wochen) |
| Periode   | UK                                                                                       |
| --------- | ---------------------------------------------------------------------------------------- |
| 1990/91   | UK87 (2 Wo.)UK                                                                           |
| Insgesamt | UK87 (2 Wo.)UK                                                                           |

### Version von Cocteau Twins(Winter Wonderland/Frosty the Snowman)
| Periode   | Höchstplatzierung, GesamtwochenChartsChartplatzierungen (Periode, Platzierungen, Wochen) |
| Periode   | UK                                                                                       |
| --------- | ---------------------------------------------------------------------------------------- |
| 1993/94   | UK58 (1 Wo.)UK                                                                           |
| Insgesamt | UK58 (1 Wo.)UK                                                                           |

### Version von Macy Gray
| Periode   | Höchstplatzierung, GesamtwochenChartsChartplatzierungen (Periode, Platzierungen, Wochen) |
| Periode   | UK                                                                                       |
| --------- | ---------------------------------------------------------------------------------------- |
| 2008/09   | UK76 (3 Wo.)UK                                                                           |
| Insgesamt | UK76 (3 Wo.)UK                                                                           |

### Version von Tony Bennett
| Periode   | Höchstplatzierung, GesamtwochenChartplatzierungen (Periode, Platzierungen, Wochen) | Höchstplatzierung, GesamtwochenChartplatzierungen (Periode, Platzierungen, Wochen) |
| Periode   | CH                                                                                 | UK                                                                                 |
| --------- | ---------------------------------------------------------------------------------- | ---------------------------------------------------------------------------------- |
| 2018/19   | CH78 (1 Wo.)CH                                                                     | UK96 (1 Wo.)UK                                                                     |
| 2019/20   | CH66 (1 Wo.)CH                                                                     | —                                                                                  |
|           |                                                                                    |                                                                                    |
|           |                                                                                    |                                                                                    |
| 2021/22   | CH84 (1 Wo.)CH                                                                     | UK94 (1 Wo.)UK                                                                     |
| 2022/23   | CH88 (1 Wo.)CH                                                                     | —                                                                                  |
| 2023/24   | CH64 (1 Wo.)CH                                                                     | —                                                                                  |
| Insgesamt | CH64 (5 Wo.)CH                                                                     | UK94 (2 Wo.)UK                                                                     |

### Version von Leona Lewis
| Periode   | Höchstplatzierung, GesamtwochenChartplatzierungen (Periode, Platzierungen, Wochen) | Höchstplatzierung, GesamtwochenChartplatzierungen (Periode, Platzierungen, Wochen) |
| Periode   | DE                                                                                 | CH                                                                                 |
| --------- | ---------------------------------------------------------------------------------- | ---------------------------------------------------------------------------------- |
| 2018/19   | DE98 (1 Wo.)DE                                                                     | —                                                                                  |
|           |                                                                                    |                                                                                    |
|           |                                                                                    |                                                                                    |
| 2023/24   | DE63 (1 Wo.)DE                                                                     | CH94 (1 Wo.)CH                                                                     |
| 2024/25   | DE54 (1 Wo.)DE                                                                     | CH71 (1 Wo.)CH                                                                     |
| Insgesamt | DE54 (3 Wo.)DE                                                                     | CH71 (2 Wo.)CH                                                                     |

### Version von Sam Feldt
| Periode   | Höchstplatzierung, GesamtwochenChartsChartplatzierungen (Periode, Platzierungen, Wochen) |
| Periode   | CH                                                                                       |
| --------- | ---------------------------------------------------------------------------------------- |
| 2019/20   | CH78 (1 Wo.)CH                                                                           |
| Insgesamt | CH78 (1 Wo.)CH                                                                           |

### Version von Dean Martin
| Periode   | Höchstplatzierung, GesamtwochenChartplatzierungen (Periode, Platzierungen, Wochen) | Höchstplatzierung, GesamtwochenChartplatzierungen (Periode, Platzierungen, Wochen) |
| Periode   | DE                                                                                 | AT                                                                                 |
| --------- | ---------------------------------------------------------------------------------- | ---------------------------------------------------------------------------------- |
| 2020/21   | DE97 (1 Wo.)DE                                                                     | —                                                                                  |
| 2021/22   | DE92 (1 Wo.)DE                                                                     | —                                                                                  |
| 2022/23   | DE77 (3 Wo.)DE                                                                     | —                                                                                  |
| 2023/24   | DE74 (2 Wo.)DE                                                                     | AT64 (1 Wo.)AT                                                                     |
| 2024/25   | DE47 (2 Wo.)DE                                                                     | AT55 (1 Wo.)AT                                                                     |
| Insgesamt | DE47 (9 Wo.)DE                                                                     | AT55 (2 Wo.)AT                                                                     |

### Version von Laufey
| Periode   | Höchstplatzierung, GesamtwochenChartplatzierungen (Periode, Platzierungen, Wochen) | Höchstplatzierung, GesamtwochenChartplatzierungen (Periode, Platzierungen, Wochen) |
| Periode   | CH                                                                                 | UK                                                                                 |
| --------- | ---------------------------------------------------------------------------------- | ---------------------------------------------------------------------------------- |
| 2023/24   | —                                                                                  | UK26 (4 Wo.)UK                                                                     |
| 2024/25   | CH100 (1 Wo.)CH                                                                    | UK24 (6 Wo.)UK                                                                     |
| Insgesamt | CH100 (1 Wo.)CH                                                                    | UK24 (10 Wo.)UK                                                                    |

### Version von Chloe Bailey
| Periode   | Höchstplatzierung, GesamtwochenChartsChartplatzierungen (Periode, Platzierungen, Wochen) |
| Periode   | US                                                                                       |
| --------- | ---------------------------------------------------------------------------------------- |
| 2023/24   | US87 (2 Wo.)US                                                                           |
| Insgesamt | US87 (2 Wo.)US                                                                           |

### Version von Michael Bublé
| Periode   | Höchstplatzierung, GesamtwochenChartsChartplatzierungen (Periode, Platzierungen, Wochen) |
| Periode   | DE                                                                                       |
| --------- | ---------------------------------------------------------------------------------------- |
| 2024/25   | DE60 (2 Wo.)DE                                                                           |
| Insgesamt | DE60 (2 Wo.)DE                                                                           |

### Version von Darlene Love
| Periode   | Höchstplatzierung, GesamtwochenChartsChartplatzierungen (Periode, Platzierungen, Wochen) |
| Periode   | US                                                                                       |
| --------- | ---------------------------------------------------------------------------------------- |
| 2024/25   | US48 (1 Wo.)US                                                                           |
| Insgesamt | US48 (1 Wo.)US                                                                           |

## Videos
- Hörbeispiele bei youtube.com: a (Ramsey Lewis Trio); b (The Andrews Sisters); c (Perry Como & Ann Blyth); d (Dean Martin) e (Bottle Boys, on Beer Bottles)